# Vetplantenfamilie
De vetplantenfamilie (Crassulaceae) is een familie van tweezaadlobbige kruiden en heesters. Het zijn succulenten, die water opslaan in hun dikke bladeren en zo met weinig concurrenten in droge omstandigheden kunnen overleven. De familie komt wereldwijd voor, maar het meest op het noordelijk halfrond en zuidelijk Afrika, vaak op droge en/of koude plaatsen waar water schaars kan zijn.
In het APG II-systeem (2003) maakt de vetplantenfamilie deel uit van de orde Saxifragales. In het Cronquist-systeem (1981) was de familie geplaatst in de orde Rosales; dit is dezelfde plaatsing als in het Wettstein-systeem (1935).

## Soorten
In Nederland komen circa een dozijn soorten voor, verspreid over drie geslachten: Crassula (geslacht
Crassula), Hylotelephium, Sedum (geslacht Vetkruid) en Sempervivum (geslacht Huislook).
Van de in Nederland voorkomende soorten worden de volgende hier behandeld:
- Mosbloempje (Crassula tillaea)
- Muurpeper (Sedum acre)
- Wit vetkruid (Sedum album)
- Roze hemelsleutel (Sedum spectabile)
- Roze vetkruid (Sedum spurium)
- Hemelsleutel (Hylotelephium telephium)

Ook op wikipedia behandeld worden de volgende niet in Nederland voorkomende geslachten:
Aeonium, Greenovia en Kalanchoë. Zie ook:
- Aeonium arboreum
- Aeonium canariense
- Aeonium davidbramwellii
- Aeonium glandulosum
- Aeonium glutinosum
- Aeonium goochiae
- Aeonium hierrense
- Aeonium nobile
- Aeonium spathulatum
- Crassula arborescens
- Crassula recurva (Watercrassula)
- Echeveria elegans
- Greenovia aurea
- Greenovia diplocycla
- Kalanchoe daigremontiana
- Kalanchoe thyrsiflora
- Kalanchoe tomentosa  (Pandaplant)
- Sedum forsterianum (Sierlijk vetkruid), is inheems in Wallonië
- Sedum iwarenge
- Sedum villosum
- Sempervivum arachnoideum  (Spinnenwebhuislook)